# Marededeu trobada

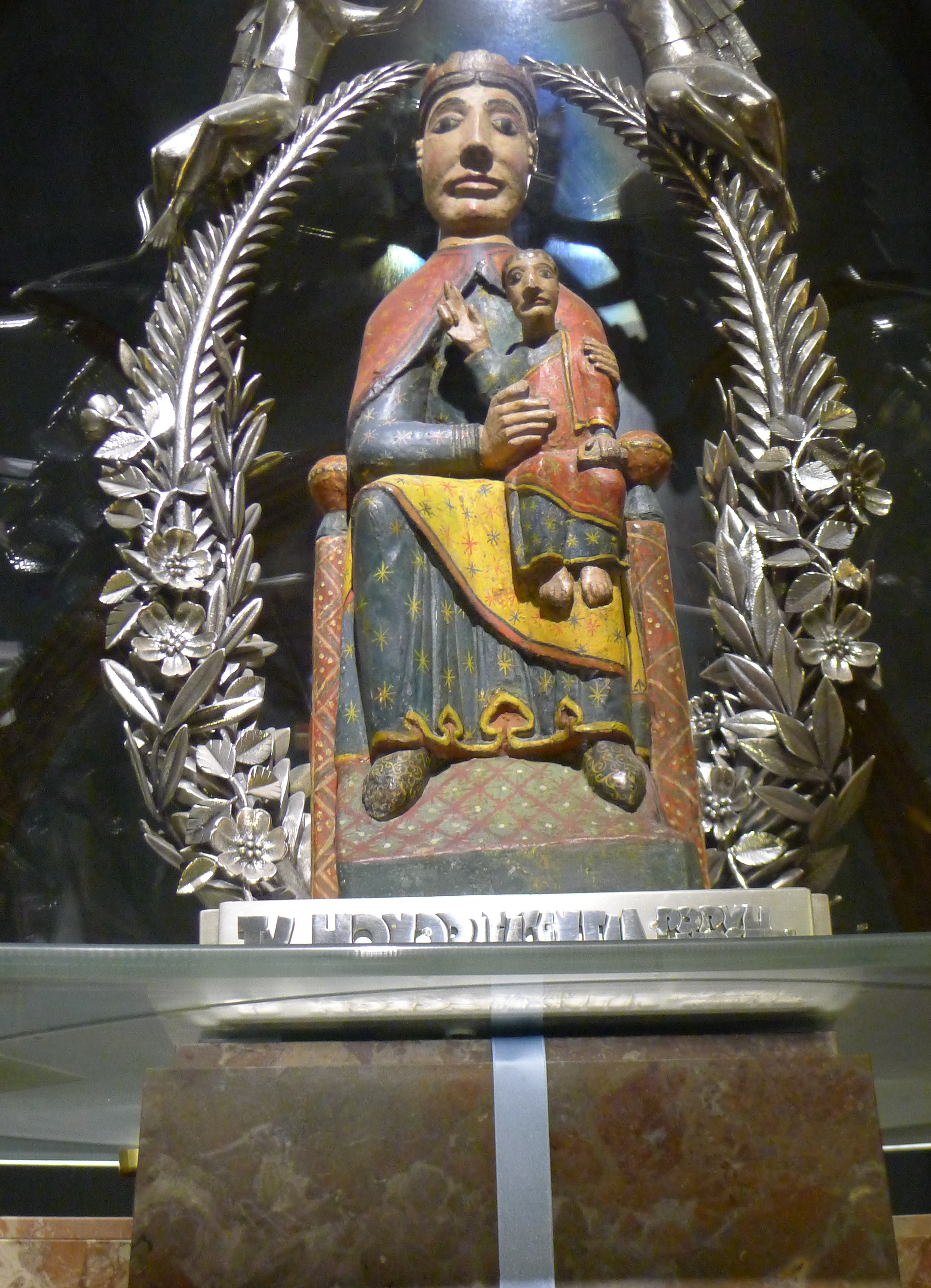
Mare de Déu de Núria

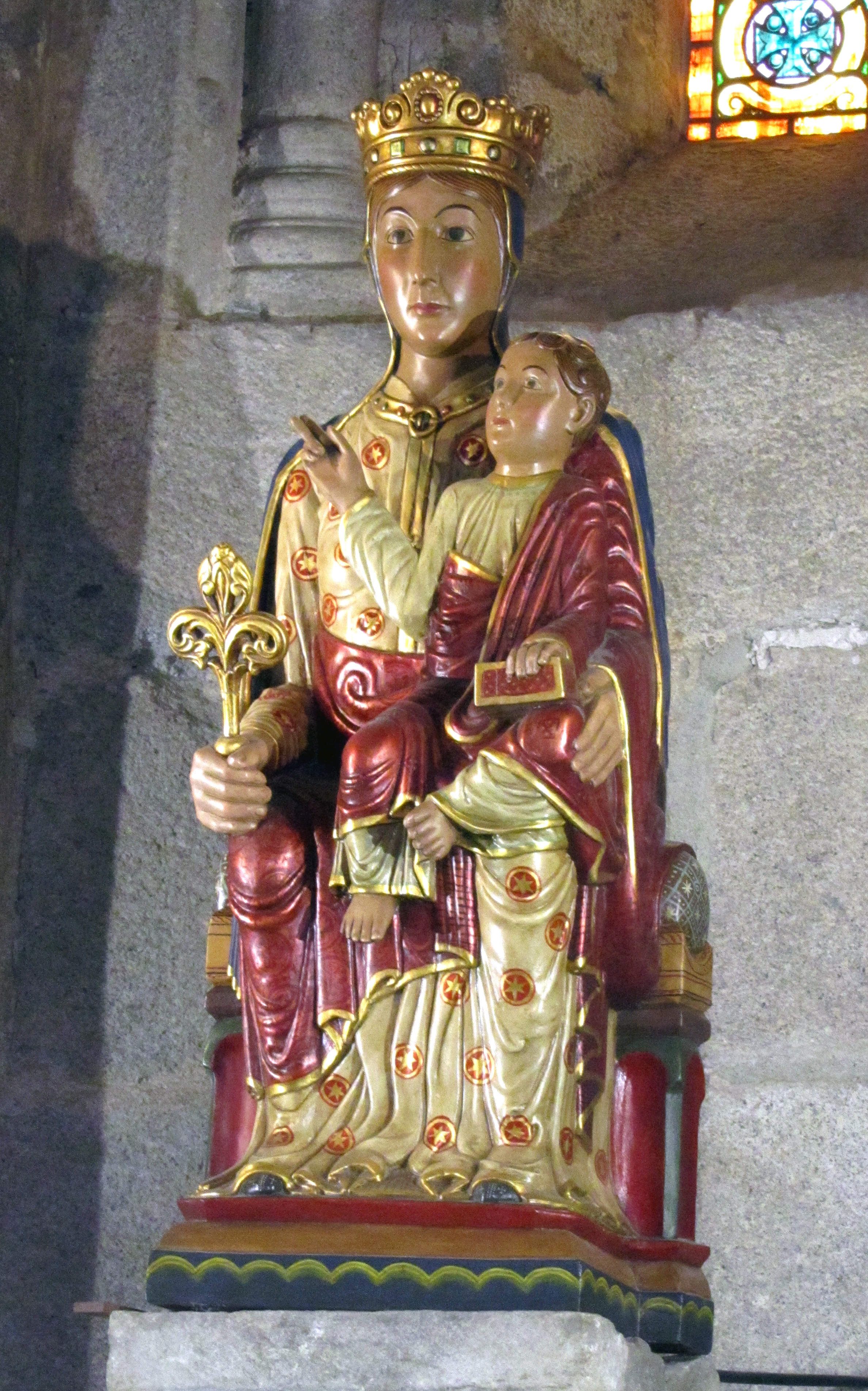
Mare de Déu d'Urgell

Una marededeu trobada és una figura de la Mare de Déu que, segons les llegendes catalanes i valencianes popularitzades durant els segles xv-xvii, s'havia amagat abans de la invasió musulmana i va ser retrobada més endavant enmig de prodigis per pastors o ermitans.
Aquestes figures, en general escultures en talla de fusta policromada, són molt típiques als Països Catalans. D'estil típicament romànic o del romànic tardà i creades fonamentalment a partir de finals del segle xii, són concebudes per ser vistes frontalment i presenten un marcat hieratisme, propi d'aquest estil; la Mare de Déu hi acostuma a aparèixer asseguda, ricament vestida i coronada, amb el Nen Jesús assegut als genolls. La seva aparició coincideix amb la de la Coronació de la Verge per part de l'Església. Gairebé totes les esglésies en tenien una.

## Exemples
Són un clar exemple de marededeu trobada la Mare de Déu de Montserrat, la Mare de Déu de Queralt, la Mare de Déu de Puigcerver, la Mare de Déu de la Roca i la Mare de Déu d'Urgell. De la de Montserrat, la més coneguda, es diu que uns xiquets pastors van trobar la imatge en una cova. La Mare de Déu de Puigcerver, diu la llegenda que va ser trobada dins d'una servera a la muntanya que porta el seu nom, gràcies a uns raigs de llum a la nit. La Mare de Déu d'Urgell és coneguda com a Mare de Déu d'Andorra perquè segons la llegenda fou amagada a Andorra durant la invasió dels sarraïns. També cal destacar la Mare de Déu de Núria i la Mare de Déu de Meritxell, patrona de les Valls d'Andorra. Al País Valencià, són molt venerades la Mare de Déu de l'Avellà a Catí, la de l'Ortisella a Benafigos, la de la Balma a Sorita o la Mare de Déu de Vallivana a Morella.

## Llistat de Marededeus trobades
- Mare de Déu de Bellpuig de les Avellanes
- Mare de Déu de Bellulla
- Mare de Déu de Bellvitge
- Mare de Déu de Bruguers

- Mare de Déu de la Candela
- Mare de Déu de Canòlic
- Mare de Déu de la Cinta
- Mare de Déu del Claustre

- Mare de Déu d'Er
- Mare de Déu de l'Esperança
- Mare de Déu de Foix

- Mare de Déu de la Gleva

- Mare de Déu del Rebollet

- Mare de Déu de Meritxell
- Mare de Déu del Mont
- Mare de Déu de Montserrat

- Mare de Déu de Núria

- Mare de Déu de Queralt
- Mare de Déu de la Pineda
- Mare de Déu de la Riera
- Mare de Déu del Remei de Cornellà de Llobregat
- Mare de Déu de la Roca

- Mare de Déu de la Saleta
- Mare de Déu de Massarrúbies
- Mare de Déu de la Serra (Montblanc)

- Mare de Déu del Tura

- Mare de Déu d'Urgell
- Mare de Déu del Vinyet

## Celebració
La celebració de la festa de les diferents marededeus trobades s'escau el 8 de setembre, diada de la Mare de Déu de Setembre, i aquest dia es fan aplecs, romeries i processons als molts santuaris de marededéus trobades que hi ha arreu dels Països Catalans. També hi ha llocs on aquest dia celebren la seva festa major, com ara a Olot amb les Festes de la Mare de Déu del Tura, la Festa Major de la Mare de Déu de la Serra a Montblanc, la Festa Major de la Mare de Déu de la Riera, a Les Borges del Camp i la Festa Major de la Mare de Déu del Claustre a Solsona. Al País Valencià, entre d'altres, se celebren la Mare de Déu de la Salut d'Algemesí, la Mare de Déu de Sales a Sueca, la Mare de Déu del Do d'Alfafar, la Mare de Déu de Campanar o la Mare de Déu d'Agres.